# Шитово (Нижегородская область)
Шитово — деревня в составе Карповского сельсовета в Уренском районе Нижегородской области.

## География
Находится на расстоянии примерно 22 километра по прямой на восток от районного центра города Урень.

## История
Известна с 1723 года. В 1856 году учтено было хозяйств 11 и 87 жителей. Население было старообрядцами поморского толка, позже поповского толка (Белокриницкая структура). В советское время работал колхоз им. Д.Бедного. В деревне с 1915 года известна была деревянная старообрядческая церковь.

## Население
Постоянное население составляло 8 человек (русские 87 %) в 2002 году, 9 в 2010.